# .vu
.vu는 바누아투의 인터넷 국가 코드 최상위 도메인이다.
한 글자 도메인 이름은 https://archive.today/20070630002933/http://u.vu/와 같은 것이 있다.
.vu 도메인이 초기에 등록을 요청하는 누구에게나 무료로 제공되었으나 지금은 다른 최상위 도메인에서 하는 바와 같이 상업적으로 팔리고 있다.
"기록원"이라는 뜻의 독일어 de|nic|vu가 무료 서브도메인으로 제공되며 광고가 없고 돈이 들지 않음을 보증한다.